# Nicola Romanin
Nicola Romanin (* 26. Februar 1994) ist ein italienischer Biathlet. Er gewann 2024 eine Medaille bei Europameisterschaften.

## Sportliche Laufbahn
Nicola Romanin gab sein internationales Debüt bei den Juniorenweltmeisterschaften 2015 und lief in Sprint und Verfolgung unter die besten 30. Daraufhin folgte eine lange Pause von IBU-Wettkämpfen, ehe er im Dezember 2018 in Ridnaun sein Debüt im IBU-Cup gab und 63. des Sprints wurde. Seine ersten Ranglistenpunkte auf dieser Ebene erzielte der Italiener Anfang 2020 im Massenstart von Martell als 31., lief aber auch hier keine weiteren Wettkämpfe. Erst 2020/21 häuften sich die Rennteilnahmen von Romanin, dabei zeigte er in Osrblie mit Platz 5 im Einzel auf und verpasste einen Podestplatz nur um gut zehn Sekunden. Seine bisher erfolgreichste Saison lief Romanin 2022/23: Er war fast den gesamten Winter im IBU-Cup unterwegs und nahm im Januar im Alter von 28 Jahren erstmals an Europameisterschaften teil, wo als bestes Resultat Rang 25 im Einzel heraussprang. Im Saisonverlauf gelangen ihm außerdem drei Top-10-Platzierungen in Individualbewerben; zunächst auf der Pokljuka mit dem neunten Sprintrang, am Saisonende zudem in Canmore, wo er das Podest als Viertplatzierter gegenüber Landsmann Daniele Cappellari um weniger als fünf Sekunden verpasste. Auch 2024 bestritt der Italiener wieder die Europameisterschaften und belegte in den Einzelrennen die Positionen 24, 35 und 23. Sein größter Erfolg ergab sich aber am letzten Wettkampftag der Meisterschaften, als Romanin an der Seite von Nicolò Betemps, Beatrice Trabucchi und Hannah Auchentaller die Bronzemedaille im Mixedbewerb gewann. Wenig später gelang ihm in Obertilliach, ebenfalls mit der Mixedstaffel, auch sein erster Podestplatz im IBU-Cup.
Im Winter 2024/25 zeigte Romanin mehrfach starke Leistungen. Er erreichte bis zum Ende des zweiten Trimesters neunmal eine Top-20-Platzierung und einen Podestplatz mit der Mixedstaffel, bei den Europameisterschaften überzeugte er mit dem siebten Platz in Sprint und Verfolgung und verpasste als Vierter mit der Staffel eine Medaille nur knapp. Weitere konstante Ergebnisse führten zum zehnten Platz in der IBU-Cup-Gesamtwertung. Damit feierte der Italiener Mitte März 2025 in Oslo im Alter von 31 Jahren sein Debüt im Weltcup, kam aber im Sprint nicht über den 67. Platz hinaus.

## Persönliches
Romanin stammt aus Forni Avoltri in der Region Friaul-Julisch Venetien.

## Statistiken

### Weltcupplatzierungen
Die Tabelle zeigt alle Platzierungen (je nach Austragungsjahr einschließlich Olympische Spiele und Weltmeisterschaften).
- 1.–3. Platz: Anzahl der Podiumsplatzierungen
- Top 10: Anzahl der Platzierungen unter den ersten zehn (einschließlich Podium)
- Punkteränge: Anzahl der Platzierungen innerhalb der Punkteränge (einschließlich Podium und Top 10)
- Starts: Anzahl gelaufener Rennen in der jeweiligen Disziplin
- Staffel: inklusive Mixed- und Single-Mixed-Staffeln

| Platzierung               | Einzel | Sprint | Verfolgung | Massenstart | Staffel | Gesamt |
| ------------------------- | ------ | ------ | ---------- | ----------- | ------- | ------ |
| 1. Platz                  |        |        |            |             |         |        |
| 2. Platz                  |        |        |            |             |         |        |
| 3. Platz                  |        |        |            |             |         |        |
| Top 10                    |        |        |            |             |         |        |
| Punkteränge               |        |        |            |             |         |        |
| Starts                    |        | 1      |            |             |         | 1      |
| Stand: Saisonende 2024/25 |        |        |            |             |         |        |

### Juniorenweltmeisterschaften
Ergebnisse bei den Juniorenweltmeisterschaften:
| Weltmeisterschaften | Weltmeisterschaften | Einzelwettbewerbe | Einzelwettbewerbe | Einzelwettbewerbe | Herrenstaffel |
| Jahr                | Ort                 | Einzel            | Sprint            | Verfolgung        | Herrenstaffel |
| ------------------- | ------------------- | ----------------- | ----------------- | ----------------- | ------------- |
| 2015                | Minsk               | 47.               | 26.               | 25.               | –             |